# Kicking Against the Pricks
Kicking Against the Pricks je třetí studiové album skupiny Nick Cave and the Bad Seeds. Vydáno bylo v srpnu roku 1986 společností Mute Records a jeho producenty byli Flood a Tony Cohen. Album obsahuje celkem dvanáct coververzí. Jde o první desku skupiny, na níž se podílel Thomas Wydler, později dlouholetý člen.

## Seznam skladeb
1. „Muddy Water“ - 5:15
2. „I'm Gonna Kill That Woman“ - 3:44
3. „Sleeping Annaleah“ - 3:18
4. „Long Black Veil“ - 3:46
5. „Hey Joe“ - 3:56
6. „The Singer“ - 3:09
7. „All Tomorrow's Parties“ - 5:52
8. „By the Time I Get to Phoenix“ - 3:39
9. „The Hammer Song“ - 3:50
10. „Something's Gotten Hold of My Heart“ - 3:44
11. „Jesus Met the Woman at the Well“ - 2:00
12. „The Carnival Is Over“ - 3:16

## Obsazení
- Nick Cave – zpěv, varhany
- Blixa Bargeld – kytara, zpěv
- Mick Harvey – kytara, baskytara, klavír, varhany, virbl, vibrafon, bicí, zpěv, doprovodné vokály
- Barry Adamson – baskytara, zpěv, doprovodné vokály
- Thomas Wydler – bicí, perkuse
- Rowland S. Howard – kytara, varhany, zpěv
- Hugo Race – kytara
- Tracy Pew – baskytara
- Dawn Cave – housle